# Marlen Vavříková
Marlen Vavříková (* 27. února 1976, Ostrava, Česko) je česká hobojistka.
Marlen absolvovala hru na hoboj na Janáčkově konzervatoří v Ostravě v roce 1996, pokračovala na Eastman School of Music v americkém Rochesteru, kde získala titul Master a na University of Illinois v Urbana-Champaign, kde získala titul Doctor of Musical Art (D.M.A.).
Její profesoři byli Nancy Ambrose King, Richard Killmer, a Daniel Stolper. Během studií vystupovala jako sólistka s University of Illinois New Music Ensemble, Baroque Artists of Champaign-Urbana a Janáčovým komorním orchestrem, spolupracovala s dirigenty jako Robert Shaw, Donald Hunsberger, Samuel Adler, Ian Hobson, Peter Bay, Davida Effrona, a Constantine Orbelian.
Získala ocenění v České republice i v zahraničí. Byla vybrána jako finalistka Krannert Debut Artist Award v University of Illinois a vyhrál soutěže konzervatoří v Ostravě a Kromeříži. V roce 2002 a 2004, se zúčastnila amerického turné Moskevského komorního orchestru a koncertní cesty do Japonska s Eastman Wind Ensemble v roce 1998. Koncertovala na festivalech v Sarasotě, Hot Springs, Banff a Ostravských dnech nové hudby, vyučovala na letním festivalu mladých hudebníků v Urbana-Champaign, Illinois.
Jako členka Gardenia Trio účinkovala na Mezinárodní konferenci dvouplátkových nástrojů, Banff, Kanada (2002), v roce 2004 byla pozvána jako sólistka na konferenci Society of Electro-Acoustic Music do San Diega, Kalifornie. Kromě získání stipendií od Českého hudebního fondu a grantů od Ostravské městské rady a Městské nadace, Marlen získala i Presser Musical Award, Kate Neal Kinley Musical Fellowship, a Fellowship for the Creative and Performing Arts na Universitě v Illinois.
Její vědecké a publikační práce zahrnují např. interview s Miroslavem Hoškem (International Double Reed Society Journal, 2003) a anotovaný přehled současné moravské hobojové tvorby po roce 1969. Marlen žije s manželem Vítězslavem Černochem v USA, je profesorkou hoboje na Grand Valley State University v Allendale, Michigan, kde i účinkuje na koncertech jako sólistka s GVSU komorním orchestrem, Symfonickým dechovým souborem a jako členka GVSU dechového tria. Jako členka souboru Open Gate vystupovala mimo jiné i v Carnegie Hall v New Yorku.